# かぎなど
『かぎなど』は、日本のテレビアニメ作品。Keyの20周年メディアミックスプロジェクトとして制作され、2021年10月から12月までTOKYO MXほかにて放送された。5分枠の短編アニメ。2022年4月から6月までシーズン2が放送された。
ビジュアルアーツの直営ブランド・Keyがこれまでに送り出してきた、アニメ化もされたゲーム作品『Kanon』『AIR』『CLANNAD』『リトルバスターズ!』『Rewrite』『planetarian 〜ちいさなほしのゆめ〜』の6作品の登場人物がミニキャラ化して一堂に会し、「私立かぎなど学園」などを舞台にコメディを繰り広げるクロスオーバー作品。シーズン2では『Angel Beats!』のキャラも登場（第1期の最終話にも先行登場している）。声優は故人などの理由から一部が変更されている以外は、ゲーム発売およびアニメ放送当時の声優が担当している。

## 登場人物

### Kanon
相沢祐一
声 - 杉田智和
Keyの初代主人公にして歴代主人公たちのリーダー格。
月宮あゆ
声 - 堀江由衣
「雪の街」の少女。屋内でも手袋をして教室でも長靴を履いている。たい焼きが大好き。
水瀬名雪
声 - 國府田マリ子
同じく「雪の街」の少女。長い髪で、いつも長靴を履いている（あゆと色違い）。
川澄舞
声 - 田村ゆかり
「魔物を討つ者」を自称し、武器を持って深夜の学校を徘徊する。主人公より一学年上。
美坂栞
声 - 佐藤朱
真冬の「雪の街」でもアイスクリームを欠かさない。反対に辛いカレーなどは苦手。主人公より一学年下。
沢渡真琴
声 - 飯塚雅弓
明るい髪をツインテールにして紐リボンで縛っている。肉まんが好物。
美坂香里
声 - 川澄綾子
栞の姉のようだが怪しい。学校では黒のニーソックス。私服では長靴のほかロングブーツも履く時がある。
倉田佐祐理
声 - 真田アサミ
舞の親友。いつも笑顔で優しい。髪の後ろに緑のリボンをつけ、主人公の一つ上の学年だが「祐一さん」と呼ぶ。
天野美汐
声 - 坂本真綾
どこか達観した感じのある少女。
水瀬秋子
声 - 皆口裕子
名雪の母で、おおらかな性格。
北川潤
声 - 関智一
祐一の級友。頭頂部にアホ毛がある。
ぴろ
声 - 広橋涼
真琴が見つけた子猫。名前はロシアの料理「ピロシキ」に由来。

### AIR
国崎往人
声 - 小野大輔
主人公。銀髪の前髪で右目が隠れている。法術使い。
神尾観鈴
声 - 真田アサミ
メインヒロイン。「海辺の町」の少女。白い紐リボンで金髪を纏めている。
霧島佳乃
声 - 武田彩良
手首に黄色いバンダナを巻いている。
遠野美凪
声 - 柚木涼香
観鈴のクラスメート。お米が大好きで、お米券を配る。
みちる
声 - 田村ゆかり
美凪のことが大好きな年下の親友。
神尾晴子
声 - 久川綾
観鈴の叔母。露出度の高いトップスを着ている。
神奈備命（かんなびのみこと）
声 - 西村ちなみ
「翼人」の末裔。
柳也（りゅうや）
声 - 神奈延年
神奈備命の衛者。正八位下左衛門大志（さえもんのだいさかん） の官位を持つ。
裏葉（うらは）
声 - 井上喜久子
神奈備命の女官。王朝絵巻のような和風美人だが剣の達人でもある。
そら
声 - 小野大輔
神尾家に居るカラスの子供。
ポテト
声 - 今野宏美
犬のように見える謎の生命体。
橘敬介
声 - 津田健次郎
第4話のナレーションを務める。神尾家の訪問客。
往人の母
声 - 永島由子
「翼の生えた少女」の伝説を少年時代の往人に語っていた。
霧島聖
声 - 冬馬由美
第10話のナレーションを務める。佳乃の姉。
八百比丘尼
声 - 潘恵子
第11話のナレーションを務める。神奈備命の母親。

### CLANNAD
『CLANNAD』のキャラクターのほか、スピンオフ作品『智代アフター 〜It's a Wonderful Life〜』のキャラクターも登場する。『智代アフター』のキャラクター単体としては、初の映像化となる。
岡崎朋也
声 - 中村悠一
当作の主人公。第24話後半、大人の姿で渚とともにプラネタリウムにいる汐を迎えに来る。
古河渚
声 - 中原麻衣
同じくメインヒロイン。第24話後半、大人の姿で朋也とともにプラネタリウムにいる汐を迎えに来る。クレジットでは「岡崎渚」と表記。
藤林杏
声 - 広橋涼
Keyの初代双子キャラ（姉）。ロングヘア。
藤林椋
声 - 神田朱未
同じく初代双子キャラ（妹）。ショートヘア。
坂上智代
声 - 桑島法子
第6話・第7話では『智代アフター』版が登場。
伊吹風子
声 - 野中藍
ヒトデ好きの少女。
一ノ瀬ことみ
声 - 能登麻美子
ヴァイオリンを弾くのが好きな少女。
春原陽平
声 - 阪口大助
主人公の悪友。
坂上鷹文
声 - すずきけいこ
智代の弟。
伊吹公子
声 - 皆口裕子
風子の姉。
宮沢有紀寧
声 - 榎本温子
主人公の１年後輩。
春原芽衣
声 - 田村ゆかり
中学2年生で、陽平の妹。
古河早苗
声 - 井上喜久子
渚の母親。
古河秋生
声 - 置鮎龍太郎
渚の父親。パン屋。
相楽美佐枝
声 - ゆきのさつき
陽平が暮らす男子寮の寮母。
幸村俊夫
声 - 多田野曜平
古典の教師。
芳野祐介
声 - 緑川光
主人公たちの学校の卒業生。
河南子
声 - すずきけいこ
家出少女。
ボタン
声 - 川名真知子
杏が飼っているイノシシの子供。
岡崎汐
声 - こおろぎさとみ
第1話・第8話・第24話に登場。ゆめみのプラネタリウムに訪れる。
岡崎直幸
声 - 中博史
朋也の父親。第2話のナレーションを務める。
岡崎史乃
直幸の母親、つまり朋也の祖母に当たる。第11話に登場。
とも
声 - 佐々木あかり
智代と鷹文の父親の隠し子。幼稚園児。
柊勝平
声 - 白石涼子
第13話に登場。テレビアニメ版には未登場のため、本作が初のアニメ登場となる。
シマ猫
声 - 広橋涼
美佐枝の傍に居る猫。

### リトルバスターズ！
直枝理樹
声 - 堀江由衣
主人公。童顔で女装が抜群に似合う。シーズン1の学園祭で行なわれた女装コンテストにも参加。
棗 鈴
声 - たみやすともえ
ヒロイン。
棗 恭介
声 - 緑川光
「リトルバスターズ」のリーダー。鈴の兄。
井ノ原真人
声 - 神奈延年
幼馴染。
宮沢謙吾
声 - 織田優成
同じく幼馴染。
神北小毬
声 - やなせなつみ
理樹たちのクラスメイト。
三枝葉留佳
声 - すずきけいこ
理樹たちとは違うクラスの女の子。
能美クドリャフカ
声 - 若林直美
祖父がロシア出身のクォーター。
来ヶ谷唯湖
声 - 田中涼子
海外生まれの帰国子女。可愛い美少女や女装者が好き。
西園美魚・西園美鳥
声 - 河原木志穂
「リトルバスターズ」最後のメンバー。実は瓜二つの二人が入れ替わっている。
二木佳奈多
声 - すずきけいこ
風紀委員長。
笹瀬川佐々美
声 - 徳井青空
ソフトボール部のエースで主砲。
朱鷺戸沙耶
声 - 櫻井浩美
闇の執行部と戦っているスパイ。
ドルジ
声 - Lia
鈴が飼っている太った猫。
闇の執行部
第1話などに登場。第14話において死んだ世界戦線全員の変装であることが明らかとなった。
神北小次郎
第11話に登場。
古式みゆき
第12話に登場。
あーちゃん先輩
声 - 平井理子
女子寮の寮長。

### Rewrite
天王寺瑚太朗
声 - 森田成一
神戸小鳥
声 - 斎藤千和
鳳ちはや
声 - 篠宮沙弥
千里朱音
声 - 喜多村英梨
中津静流
声 - すずきけいこ
此花ルチア
声 - 朝樹りさ
篝
声 - 花澤香菜
吉野晴彦
声 - 柳田淳一
鳳咲夜
声 - 小西克幸
西九条灯花
声 - 田中涼子
江坂宗源
声 - 東地宏樹
ミドウ
声 - 保志総一朗
第3話のナレーションを務める。
井上晶
声 - 渡邉佳美
今宮新
声 - アドレナ・リン
ちびもす
声 - 西明日香
加島桜
声 - 若林直美
第5話のナレーションを務める。
神戸理香子、神戸圭介
第5話に登場。
ヤスミン
第17話に登場。
ぎる、ぱに
第10話・第14話に登場。
地竜
第11話・第17話に登場。
福井子
声 - 早瀬莉花
しまこ
声 - 渡邉佳美

### Angel Beats!
第1期第12話にてゲスト登場。第2期からは本格的に登場する。
音無結弦
声 - 神谷浩史
第12話のナレーションを務める。
仲村ゆり
声 - 櫻井浩美
天使
声 - 花澤香菜
日向秀樹
声 - 木村良平
直井文人
声 - 緒方恵美
ユイ
声 - 喜多村英梨
高松
声 - 水島大宙
本作では筋肉キャラゆえ、真人にシンパシーを持っている。
野田
声 - 髙木俊
椎名
声 - 斎藤楓子
遊佐
声 - 牧野由依
藤巻
声 - 増田裕生
TK
声 - Michael Rivas
松下
声 - 徳本英一郎
大山
声 - 小林由美子
本作では地味キャラゆえ、同じく地味キャラである北川に対抗意識を持つ。
竹山
声 - 市来光弘
岩沢
声 - 沢城みゆき
ひさ子
声 - 松浦チエ
関根
声 - 加藤英美里
入江
声 - 阿澄佳奈
チャー
声 - 東地宏樹
フィッシュ斉藤
声 - 緑川光

### planetarian 〜ちいさなほしのゆめ〜
ほしのゆめみ
声 - すずきけいこ
本作品のナビゲーターで、本作が上映されているプラネタリウムでの語り部という立ち位置。本作品は館内で上映されたミニキャラのギャグアニメという扱いのため、上映作品に登場しないゆめみ・汐・屑屋にはミニキャラが存在しない。
屑屋
声 - 小野大輔
第24話のみ登場。

## スタッフ
- 原作・音楽制作 - VISUAL ARTS/Key[15]
- 監督 - 坂本一也[15]
- シリーズ構成 - あおしまたかし[15]
- キャラクターデザイン - 芳我恵理子[15]
- プロップデザイン - 荒木一成[15]
- 美術監督 - 渋谷幸弘[15]
- 美術設定 - 渋谷幸弘、立川目佳子
- 色彩設計 - きつかわあさみ[15]
- 撮影監督 - 鈴木智昭[15]
- 編集 - 鍜冶川一夫[15]
- 音響監督 - 前田茜[15]
- 音響制作 - 東北新社[15]
- プロデューサー - 和泉勇一、丘野塔也、中島保裕、濱津隆之
- アニメーションプロデューサー - 西川恭平
- ラップパート制作監修 - 木村昴
- アニメーション制作 - ライデンフィルム京都スタジオ[15]
- 製作 - かぎなどプロジェクト

## 主題歌
「ちいさなキセキ」
Liaによるシーズン1・シーズン2共通のエンディングテーマ。作詞は魁、作曲は折戸伸治、編曲はI'veの高瀬一矢。
「鳥の詩」
ドルジ（Lia）による第18話のエンディングテーマ。作詞はKeyの麻枝准、作曲は折戸伸治、編曲はI'veの高瀬一矢。猫のドルジによるハミングとして使用された。
挿入歌
- 「CANOE」（第1話）
- 「遥か彼方」（第1、9話）
- 「Last regret」（第16話）
- 「one's future」（第18話）
- 「Princess is The Princess」（第18話）
- 「Little Busters!」（第18話）
- 「My Song」（第18話）

## 各話リスト
| 話数      | サブタイトル               | 脚本           | 絵コンテ          | 演出      | 作画監督                                                                    | 総作画監督 | 初放送日        |           |           |           |           |           |           |           |           |           |           |           |           |           |           |           |           |           |
| シーズン1 | シーズン1                  | シーズン1      | シーズン1         | シーズン1 | シーズン1                                                                   | シーズン1  | シーズン1       | シーズン1 | シーズン1 | シーズン1 | シーズン1 | シーズン1 | シーズン1 | シーズン1 | シーズン1 | シーズン1 | シーズン1 | シーズン1 | シーズン1 | シーズン1 | シーズン1 | シーズン1 | シーズン1 | シーズン1 |
| --------- | -------------------------- | -------------- | ----------------- | --------- | --------------------------------------------------------------------------- | ---------- | --------------- | --------- | --------- | --------- | --------- | --------- | --------- | --------- | --------- | --------- | --------- | --------- | --------- | --------- | --------- | --------- | --------- | --------- |
| 第1話     | クライマックスなど         | あおしまたかし | 坂本一也          | 坂本一也  | 芳我恵理子                                                                  | -          | 2021年 10月13日 |           |           |           |           |           |           |           |           |           |           |           |           |           |           |           |           |           |
| 第2話     | タイトルなど               | あおしまたかし | 坂本一也          | 齋賀春伽  | 藤原将太                                                                    | 芳我恵理子 | 10月20日        |           |           |           |           |           |           |           |           |           |           |           |           |           |           |           |           |           |
| 第3話     | 部活など                   | 魁             | 太田里香          | 荒木一成  | 國光奈々                                                                    | 芳我恵理子 | 10月27日        |           |           |           |           |           |           |           |           |           |           |           |           |           |           |           |           |           |
| 第4話     | 水着など                   | 魁             | 太田里香          | 荒木一成  | 國光奈々                                                                    | 芳我恵理子 | 11月3日         |           |           |           |           |           |           |           |           |           |           |           |           |           |           |           |           |           |
| 第5話     | 休日など                   | 魁             | 前田佳祐 坂本一也 | 齋賀春伽  | 藤原将太                                                                    | 芳我恵理子 | 11月10日        |           |           |           |           |           |           |           |           |           |           |           |           |           |           |           |           |           |
| 第6話     | 妹など                     | 魁             | 中野真佑          | 荒木一成  | 國光奈々                                                                    | 芳我恵理子 | 11月17日        |           |           |           |           |           |           |           |           |           |           |           |           |           |           |           |           |           |
| 第7話     | 茶番など                   | 魁             | 齋賀春伽          | 齋賀春伽  | 藤原将太                                                                    | 芳我恵理子 | 11月24日        |           |           |           |           |           |           |           |           |           |           |           |           |           |           |           |           |           |
| 第8話     | ソウルメイトなど           | 丘野塔也       | 青柳隆平          | 青柳隆平  | 芳我恵理子                                                                  | -          | 12月1日         |           |           |           |           |           |           |           |           |           |           |           |           |           |           |           |           |           |
| 第9話     | 主人公など                 | 魁             | 半田大貴          | 半田大貴  | 高田奈央子                                                                  | 芳我恵理子 | 12月8日         |           |           |           |           |           |           |           |           |           |           |           |           |           |           |           |           |           |
| 第10話    | 学園祭の準備など           | あおしまたかし | 中野真佑          | 荒木一成  | 國光奈々                                                                    | 芳我恵理子 | 12月15日        |           |           |           |           |           |           |           |           |           |           |           |           |           |           |           |           |           |
| 第11話    | 学園祭本番など             | あおしまたかし | 坂本一也          | 齋賀春伽  | 高田奈央子 藤原将太                                                         | 芳我恵理子 | 12月22日        |           |           |           |           |           |           |           |           |           |           |           |           |           |           |           |           |           |
| 第12話    | 学園祭終了、そして――など   | あおしまたかし | 坂本一也          | 有冨興二  | 和田佳純                                                                    | 芳我恵理子 | 12月29日        |           |           |           |           |           |           |           |           |           |           |           |           |           |           |           |           |           |
| シーズン2 |                            |                |                   |           |                                                                             |            |                 |           |           |           |           |           |           |           |           |           |           |           |           |           |           |           |           |           |
| 第13話    | 後半戦スタート――の前になど | あおしまたかし | 坂本一也          | 坂本一也  | 芳我恵理子                                                                  | -          | 2022年 4月13日  |           |           |           |           |           |           |           |           |           |           |           |           |           |           |           |           |           |
| 第14話    | 死後の学園など             | あおしまたかし | 中野真佑          | 荒木一成  | 高田奈央子                                                                  | 芳我恵理子 | 4月20日         |           |           |           |           |           |           |           |           |           |           |           |           |           |           |           |           |           |
| 第15話    | マスコットなど             | 魁             | 石川健朝          | 坂本一也  | 國光奈々                                                                    | 芳我恵理子 | 4月27日         |           |           |           |           |           |           |           |           |           |           |           |           |           |           |           |           |           |
| 第16話    | トラウマなど               | 魁             | 迫田羽也人        | 齋賀春伽  | 中神有香 芳我恵理子                                                         | 芳我恵理子 | 5月4日          |           |           |           |           |           |           |           |           |           |           |           |           |           |           |           |           |           |
| 第17話    | うみなど                   | 魁             | 齋賀春伽          | 齋賀春伽  | 國光奈々                                                                    | 芳我恵理子 | 5月11日         |           |           |           |           |           |           |           |           |           |           |           |           |           |           |           |           |           |
| 第18話    | 歌合戦など                 | 丘野塔也       | 中野真佑          | 荒木一成  | 坂本一也 芳我恵理子 高田奈央子 藤原将太 國光奈々 中神有香 紅谷希 内藤伊之介 | 芳我恵理子 | 5月18日         |           |           |           |           |           |           |           |           |           |           |           |           |           |           |           |           |           |
| 第19話    | 最強など                   | 魁             | 迫田羽也人        | 半田大貴  | 芳我恵理子                                                                  | -          | 5月25日         |           |           |           |           |           |           |           |           |           |           |           |           |           |           |           |           |           |
| 第20話    | ヒロインなど               | 魁             | 坂本一也          | 有冨興二  | 坂本一也 芳我恵理子 中神有香 和田佳純                                       | 芳我恵理子 | 6月1日          |           |           |           |           |           |           |           |           |           |           |           |           |           |           |           |           |           |
| 第21話    | 生徒会長は神など           | あおしまたかし | 白井孝奈          | 白井孝奈  | 坂本一也 芳我恵理子 高田奈央子 藤原将太 國光奈々 中神有香                   | 芳我恵理子 | 6月8日          |           |           |           |           |           |           |           |           |           |           |           |           |           |           |           |           |           |
| 第22話    | 混迷の生徒会長選挙など     | あおしまたかし | 白井孝奈          | 齋賀春伽  | 高田奈央子 國光奈々 紅谷希 内藤伊之介                                       | 芳我恵理子 | 6月15日         |           |           |           |           |           |           |           |           |           |           |           |           |           |           |           |           |           |
| 第23話    | 清き一票を君に……など       | あおしまたかし | 坂本一也          | 荒木一成  | 坂本一也 國光奈々 中神有香 佐藤友子                                         | 芳我恵理子 | 6月22日         |           |           |           |           |           |           |           |           |           |           |           |           |           |           |           |           |           |
| 第24話    | 奇跡のカタチ……など         | あおしまたかし | 坂本一也          | 坂本一也  | 芳我恵理子                                                                  | -          | 6月29日         |           |           |           |           |           |           |           |           |           |           |           |           |           |           |           |           |           |

## 放送局
| 放送期間                       | 放送時間                     | 放送局       | 対象地域 | 備考                            |
| ------------------------------ | ---------------------------- | ------------ | -------- | ------------------------------- |
| 2021年10月13日 - 12月29日      | 水曜 1:00 - 1:05（火曜深夜） | TOKYO MX     | 東京都   |                                 |
| 2021年10月14日 - 12月30日      | 木曜 1:00 - 1:05（水曜深夜） | KBS京都      | 京都府   |                                 |
|                                | 木曜 2:00 - 2:05（水曜深夜） | サンテレビ   | 兵庫県   |                                 |
|                                | 木曜 22:16 - 22:12           | AT-X         | 日本全域 | CS放送 / リピート放送あり       |
| 2021年10月15日 - 12月31日      | 金曜 2:15 - 2:20（木曜深夜） | 新潟テレビ21 | 新潟県   |                                 |
| 2021年10月17日 - 2022年1月2日  | 日曜 0:28 - 0:33（土曜深夜） | BS日テレ     | 日本全域 | BS放送 / 『アニメにむちゅ〜』枠 |
|                                | 日曜 2:35 - 2:40（土曜深夜） | 北陸朝日放送 | 石川県   |                                 |
| 2021年10月19日 - 2022年1月11日 | 火曜 2:55 - 3:00（月曜深夜） | 長野朝日放送 | 長野県   |                                 |
| 2021年10月20日 - 12月29日      | 水曜 3:50 - 3:55（火曜深夜） | 北海道テレビ | 北海道   |                                 |

| 放送期間                | 放送時間                     | 放送局       | 対象地域 | 備考                            |
| ----------------------- | ---------------------------- | ------------ | -------- | ------------------------------- |
| 2022年4月13日 - 6月29日 | 水曜 1:00 - 1:05（火曜深夜） | TOKYO MX     | 東京都   |                                 |
| 2022年4月14日 - 6月30日 | 木曜 1:00 - 1:05（水曜深夜） | KBS京都      | 京都府   |                                 |
|                         |                              | サンテレビ   | 兵庫県   |                                 |
|                         | 木曜 22:16 - 22:12           | AT-X         | 日本全域 | CS放送 / リピート放送あり       |
| 2022年4月15日 - 7月1日  | 金曜 2:15 - 2:20（木曜深夜） | 新潟テレビ21 | 新潟県   |                                 |
|                         | 金曜 23:27 - 23:32           | BS日テレ     | 日本全域 | BS放送 / 『アニメにむちゅ〜』枠 |
| 2022年4月17日 - 7月3日  | 日曜 2:35 - 2:40（土曜深夜） | 北陸朝日放送 | 石川県   |                                 |
| 2022年4月20日 - 7月6日  | 水曜 2:50 - 2:55（火曜深夜） | 長野朝日放送 | 長野県   |                                 |

インターネットでは、シーズン1は2021年10月13日より、シーズン2は2022年4月13日より、AbemaTV、Amazonプライムビデオ、DMM.com、FOD、GYAO!ストア、music.jp、U-NEXT、dアニメストア、ふらっと動画、ニコニコチャンネル、バンダイチャンネル、ビデオマーケットにて順次配信。